# Jaime Ostos
Pour les articles homonymes, voir Ostos.
Jaime Ostos Carmona, né le 8 avril 1931 à Écija (Espagne) et mort le 8 janvier 2022 à Bogota (Colombie), est un matador espagnol « traditionnel », actif entre les années 1952 et 1977.

## Présentation
Matador muletero, exécutant de l’estocade, Jaime Ostos fut l’un des plus importants matadors « classiques » des années 1960, face à des matadors plus « baroques » tels que « El Cordobés ». Sa carrière se poursuivit jusqu’en 1977.

### Carrière
- Débuts en public : Écija le 1er juin 1952 aux côtés de Bartolomé Jiménez Torres. Novillos de la ganadería de Juan Belmonte.
- Débuts en novillada avec picadors : Osuna (Espagne, province de Séville) le 5 avril 1953 aux côtés de Jiménez Torres et Braulio Lausín. Novillos de la ganadería de Arturo Pérez Fernández.
- Alternative : Saragosse (Espagne) le 13 octobre 1956. Parrain, « Litri » ; témoin, Antonio Ordóñez. Taureaux de la ganadería de Antonio Urquijo.
- Confirmation d’alternative à Madrid : 17 mai 1958. Parrain, Antonio Bienvenida ; témoin, Gregorio Fernández. Taureaux de la ganadería de Juan Cobaleda.
- Premier de l’escalafón en 1962.